# 文鼎科技
文鼎科技開發股份有限公司，簡稱文鼎字型。

## 歷史
成立於1990年，提供各國語系字體的設計及字體相關技術的開發—包含嵌入式字體、企業或一般個人使用字體、客製化字體設計及網頁字體。
1990年代，產品多與桌上排版與PostScript印刷排版字型設計與開發有關，這期間台灣的字型產業蓬勃，最高峰有十幾家字型廠商。文鼎字型於1992年推出鹿鼎字庫，內含20套中文字型的硬體字型卡。此外，這十年期間上市的繁中、簡中、以及日文字型累計超過140套。這段期間，字型的主要應用領域包含：個人電腦（中文字型卡）、雷射印表機、桌上排版與印刷
2000年代，產品多以嵌入式系統、螢幕顯示用為目的設計與開發。這段期間，台灣盜版風氣盛行，字型廠商凋零，文鼎在台灣幾乎退出盒裝零售市場，僅專注銷售專業照排機 (imagesetter)用的Postscript字型。當時台灣超過90%以上印刷製版廠、輸出中心，採用文鼎Postscript及CID-PS字型。因此，文鼎轉往日本市場銷售嵌入式字型，成功打入日本市場、擁有日本多數知名工業製造與消費性電子大廠客戶，奠定營收基礎，主要應用產品包括噴墨印表機、多功能影印機（MFP）、投影機、工業用控制機台(HMI)等等。
2010年代，文鼎開始提供整合設計、創新、服務的全球字型設計。由於版權意識漸漸抬頭、字型議題漸漸受到關注、設計產業開始重視字型的應用和價值，主流的數位媒體開始需求兼顧螢幕顯示和印刷效果的經典字型，在此時期，文鼎所推出的字型，皆以此為目標做設計。其知名產品包含「晶熙黑」、方新書及書苑宋。此外，也承接許多世界知名企業如HP、Intel、ABB等中文與日文的企業字型設計服務。
2016年，為了順應訂閱制的潮流，文鼎也推出了iFontCloud雲字庫的租賃字型（訂閱）服務，為全球首家提供雲字庫中文字型租賃服務平台。
文鼎科技接受日本C&G公司（株式会社C&Gシステムズ）委託，開發設計日文字型明瞭體中的漢字。字体被微軟Windows Vista使用。著名的網路遊戲《魔獸世界》的繁體中文字型也是採用文鼎科技所設計開發之字型。
文鼎科技針對內嵌式系統用的多國語言字型技術進行發展，專門為記憶體容量有限的小型设备設計耗用記憶體更少的Arphic Tiny Layout Engine。其搭配文鼎的Mobile Font、Bitmap Font等字型技術，解决了MP3、Multimedia Player等小型多媒體/音樂撥放器对于印地文、阿拉伯文、泰文等複雜語言字型的排版显示问题。
另外也開發完成Arphic Tiny Layout Engine，就是簡化版的Layout Engine，特別為某些無法使用Layout Engine的小型Device設計的，因為這些設備的CPU效能與記憶體有限，或受限於它們使用平台上的GUI framework，無法正常的顯示阿拉伯文、泰文等複雜語言字型。如MP3、Multimedia Player等小型設備等嵌入式系統，採用Tiny Layout Engine後就可以支援阿拉伯文、泰文等複雜語言字型，使這些廠商的產品順利進入阿拉伯、泰國等市場，目前已獲得飛利浦、日本大廠等採用。
2022年4月，日本字型大廠森澤收購文鼎科技之股份，文鼎成為森澤的子公司。

## 捐獻
文鼎科技於1999年捐贈了四套字型予開源軟件社群：文鼎PL细上海宋（繁體Big5碼）、文鼎PL中楷（繁體Big5碼）、文鼎PL简报宋（簡體GB碼）、文鼎PL简中楷（簡體GB碼，即是繁簡宋楷齊備）。後經加入點陣字及改進成uming及ukai，已包括在各大Linux發行版。这些字体所用的《文鼎公众授权书（1999年版本）》獲自由软件基金会承认为自由软件许可。
2010年又再提供兩套新的公眾授權字型：文鼎PL明體U20-L及文鼎PL報宋2GBK（新的中文公眾授權字型，採用Unicode及GBK編碼，漢字字數分別為20902字及21003字，較舊版本的公眾授權字型多出7000多字及14000多字）。不过这两套字体所用的是新修改的《文鼎公众授权书（2010年版本）》，禁止商業使用，因而不属于自由软件许可。

### 衍生字型
BabelStone Han使用了AR PL Mingti2L Big5改制，同样以《文鼎公众授权书（1999年版本）》发布。

## 外部連結
- 文鼎字型 （页面存档备份，存于）
- 文鼎雲字庫iFontCloud （页面存档备份，存于）
- BabelStone Han （页面存档备份，存于）